# Anne Murray
Anne Murray (Új-Skócia, 1945. június 20. –) négyszeres Grammy-díjas kanadai énekesnő. Több mint 55 millió példányban keltek el lemezei több mint 40 éves pályafutása során, leginkább a pop- és a countryzene területén. Az első kanadai énekes volt, aki az amerikai slágerlistákon első helyre került.

## Pályafutása
Anne Murray első slágere a Snowbird volt (1970). Az 1970-80-as évek közepéig sok slágere született. Tizenegy dala érte el az első helyet az észak-amerikai slágerlistákon. Még 2005-ben is voltak dalai az amerikai Billboardon.
Összeházasodott producerével, Bill Langstroth-tal; két gyermekük született.
Munkásságáért számos díjat kapott Kanadában. Csillagot a hollywoodi Hírességek Sétányán (1980), négy Grammy-díjat és számos countryzenei elismerést, és 2002-ben bekerült a kanadai Country Music Hall of Fame-be.
A kanadai énekesek úttörője volt az amerikai lemezpiacon, így például Céline Dion, Sarah McLachlan és Shania Twain ércényesülése már egyszerűbb lehetett. Ő a zenetörténet legsikeresebb női crossover énekese. Emellett az egyik legsikeresebb előadó, aki valaha karácsonyi dalokat adott ki. A Christmas Wishes egyike az öt legkelendőbb lemez közül a nők által énekelt albumok közül ebben a műfajban.
Anne Murray számos televíziós műsorban szerepelt az Egyesült Államokban és Kanadában. Gyerekdalaival, pop- és country dalaival kicsik és nagyok között egyformán népszerű. Zenéjét társastáncokon és esküvőkön is játsszák. Hazájában ő az „édes éneklő kanadai nő”.

## Albumok
(válogatás)
- What About Me (1968)
- This Way Is My Way (1969)
- Honey, Wheat & Laughter (1970)
- Straight, Clean & Simple (1971)
- Talk It Over In The Morning (1971)
- Annie (1972)
- Danny's Song (1973)
- Love Song (1974)
- Highly Prized Possession (1974)
- Together (1975)
- Keeping In Touch (1976)
- There's A Hippo In My Tub (1977)
- Let's Keep It That Way (1978)
- New Kind Of Feeling (1979)
- I'll Always Love You (1979)
- A Country Collection (1980)
- Somebody's Waiting (1980)
- The Hottest Night Of The Year (1982)
- A Little Good News (1983)
- Heart Over Mind (1984)
- Something To Talk About (1986)
- Harmony (1987)
- As I Am (1988)
- From Springhill To The World (1989)
- You Will (1990)
- Yes I Do (1991)
- The Best ... So Far (1994)
- What A Wonderful World (1999)
- Country Croonin'  (2002)
- Anne Murray Duets Friends & Legends (2007)

## Díjak
- 4 Grammy-díj
- 24 Juno-díj
- 3 American Music Award
- 3 Country Music Association Award
- Canadian Country Music Hall of Fame
- Juno Hall of Fame
- Canadian Songwriters Hall of Fame
- Canadian Broadcast Hall of Fame
- Country Music Hall of Fame Walkway of Stars
- Hollywood Walk of Fame
- Canada's Walk of Fame in Toronto
- 2011: a Billboard a 10. helyre sorolta a valaha volt 50 legjelentősebb felnőtt kortárs művész listáján.[4]

## Filmek
- Anne Murray az IMDb-n